# کورای گونتر
کورای گونتر (انگلیسی: Koray Günter؛ زادهٔ ۱۶ اوت ۱۹۹۴) بازیکن فوتبال اهل ترکیه است.
از باشگاه‌هایی که در آن بازی کرده‌است می‌توان به باشگاه فوتبال گالاتاسرای و باشگاه فوتبال بروسیا دورتموند اشاره کرد.
وی همچنین در تیم‌های ملی فوتبال جوانان ترکیه، جوانان آلمان، و جوانان آلمان، و جوانان آلمان، بازی کرده‌است.